# Cámara de Google
Cámara Pixel o Cámara de Google es una aplicación de teléfono con cámara desarrollada por Google para el sistema operativo Android. El desarrollo de la aplicación comenzó en 2011 en la incubadora de investigación Google X dirigida por Marc Levoy, que estaba desarrollando tecnología de fusión de imágenes para Google Glass. Inicialmente, se admitía en todos los dispositivos con Android 4.4 KitKat y superior, pero ahora solo se admite oficialmente en dispositivos Google Pixel. Se lanzó públicamente para Android 4.4 + en Google Play Store el 16 de abril de 2014.

## Características
Google Cámara contiene una serie de funciones que se pueden activar en la página Configuración o en la fila de iconos en la parte superior de la aplicación.

### Pixel Visual/Núcleo Neural
Comenzando con los dispositivos Pixel, la aplicación de la cámara se ha ayudado con aceleradores de hardware para realizar su procesamiento de imágenes. La primera generación de teléfonos Pixel utilizó los DSP Hexagon de Qualcomm y las GPU Adreno para acelerar el procesamiento de imágenes. El Pixel 2 y el Pixel 3 (pero no el Pixel 3a ) incluyen Pixel Visual Core para ayudar con el procesamiento de imágenes. El Pixel 4 presentó el Pixel Neural Core.

### HDR+
A diferencia de las versiones anteriores de imágenes de alto rango dinámico (HDR), HDR+, también conocido como HDR+ activado, utiliza técnicas de fotografía computacional para lograr un mayor rango dinámico. HDR+ toma fotografías en ráfaga continuas con exposiciones cortas. Cuando se presiona el obturador, se analizan los últimos 5 a 15 fotogramas para elegir las tomas más nítidas (usando imágenes de la suerte), que se alinean de forma selectiva y se combinan con el promedio de imágenes. HDR+ también utiliza la segmentación semántica para detectar rostros para iluminarlos con flash de relleno sintético y oscurecer y eliminar el ruido de los cielos. HDR+ también reduce el ruido de las tomas y mejora los colores, al tiempo que evita las luces altas y el desenfoque de movimiento. HDR+ se introdujo en el Nexus 6 y traído de vuelta al Nexus 5.
- HDR+ mejorado

A diferencia de HDR+/HDR+ activado, el modo 'HDR+ mejorado' no utiliza Zero Shutter Lag (ZSL). Al igual que Night Sight, las funciones mejoradas de HDR+ tienen un retardo de obturación positivo (PSL): captura imágenes después de presionar el obturador. HDR+ mejorado es similar al HDR+ de Nexus 5, Nexus 6, Nexus 5X y Nexus 6P. Se cree que utiliza marcos subexpuestos y sobreexpuestos como Smart HDR de Apple. Las capturas mejoradas HDR+ aumentan el rango dinámico en comparación con HDR+ activado. HDR+ mejorado en el Pixel 3 utiliza el algoritmo AWB basado en el aprendizaje de Night Sight.
- HDR+ en vivo

A partir del Pixel 4, Live HDR+ reemplazó a HDR+, con un visor WYSIWYG con una vista previa en tiempo real de HDR+. HDR+ en vivo utiliza el algoritmo AWB basado en el aprendizaje de Night Sight y promedia hasta nueve imágenes subexpuestas.
- Controles de exposición dual

El modo 'Live HDR+' usa controles de exposición dual, con controles deslizantes separados para el brillo (captura de exposición) y para las sombras (mapeo de tonos). Esta función estuvo disponible para Pixel 4 y no se ha actualizado en dispositivos Pixel más antiguos debido a limitaciones de hardware.
- Con horquillado

En abril de 2021, Google Camera v8.2 introdujo HDR+ con Bracketing, Night Sight con Bracketing y Portrait Mode con Bracketing. Google actualizó su algoritmo de horquillado de exposición para HDR+ para incluir un cuadro de exposición larga adicional y Night Sight para incluir 3 cuadros de exposición larga. El algoritmo de fusión espacial también se rediseñó para decidir si se fusionó o no por píxel (como Super Res Zoom) y se actualizó para manejar exposiciones prolongadas (iluminación recortada, más desenfoque de movimiento y diferentes características de ruido). con horquillado permite reducir aún más el ruido de lectura, detalles/textura mejorados y colores más naturales. Con Horquillado se habilita automáticamente según el rango dinámico y el movimiento. El horquillado es compatible con todos los modos para Pixel 4a (5G) y 5. El horquillado es compatible con Night Sight para Pixel 4 y 4a.

### Fotos en movimiento
El modo de fotografía en movimiento de Google Camera es similar a Zoe de HTC y Live Photo de iOS . Cuando está habilitado, un clip de video corto y silencioso de resolución relativamente baja se empareja con la foto original. Si RAW está habilitado, solo se crea un archivo DNG de 0,8 MP, no el DNG sin movimiento de 12,2 MP. Motion Photos se introdujo en el Pixel 2. Motion Photo está deshabilitado en el modo mejorado HDR+.

### Estabilización de video
La estabilización de video fusionada, una técnica que combina la estabilización de imagen óptica y la estabilización de imagen electrónica/digital, se puede habilitar para obtener un video significativamente más suave. Esta técnica también corrige la distorsión del obturador rodante y la respiración de enfoque, entre varios otros problemas. La estabilización de video fusionada se introdujo en el Pixel 2.

### Super Res Zoom
Super Res Zoom es una técnica de superresolución de múltiples fotogramas introducida con Pixel 3 que cambia el sensor de imagen para lograr una resolución más alta, que según Google es equivalente a un zoom óptico de 2-3x. Es similar al procesamiento de imágenes de llovizna. Super Res Zoom también se puede usar con teleobjetivos, por ejemplo, Google afirma que Pixel 4 puede capturar un zoom de 8x con una calidad casi óptica.

### Smartburst
Smartburst se activa manteniendo presionado el botón del obturador. Mientras se mantiene presionado el botón, se capturan hasta 10 disparos por segundo. Una vez liberadas, las mejores imágenes capturadas se resaltan automáticamente.
Se pueden producir diferentes 'creaciones' a partir de las imágenes capturadas:
- GIF - un GIF animado para capturar acciones o imágenes que contienen una gran cantidad de movimiento.
- 'All-smile': una sola foto en la que todos sonríen y no parpadean; producido tomando diferentes partes de cada foto en la ráfaga.
- Collage: al tomar 'selfies', se genera un collage similar al de una cabina de fotos.

### Top Shot
Cuando Motion Photos está habilitado, Top Shot analiza hasta 90 fotogramas adicionales desde 1,5 segundos antes y después de presionar el obturador. Pixel Visual Core se utiliza para acelerar el análisis mediante técnicas de visión por computadora y los clasifica según el movimiento del objeto, el desenfoque de movimiento, la exposición automática, el enfoque automático y el balance de blancos automático. Se guardan unas diez fotos adicionales, incluida una foto HDR+ adicional de hasta 3 MP. Top Shot se introdujo en el Pixel 3.

### Otras funciones
- Raw computacional: Google Camera admite la captura de archivos JPEG y DNG simultáneamente. Los archivos DNG también se procesan con la fotografía computacional HDR+ de Google. Computational Raw se introdujo en el Pixel 3.[6]
- Enfoque automático de movimiento: mantiene el enfoque en cualquier sujeto/objeto en el marco. Motion Auto Focus se introdujo en el Pixel 3.[20]
- Rostros frecuentes: permite que la cámara recuerde rostros. La cámara intentará asegurarse de que esas caras estén enfocadas, sonriendo y sin parpadear.[18]
- Ubicación: la información de ubicación obtenida a través de GPS y/o el servicio de ubicación de Google se puede agregar a fotos y videos cuando está habilitado.

## Funciones
Como la mayoría de las aplicaciones de cámara, Google Cámara ofrece diferentes modos de uso que permiten al usuario tomar diferentes tipos de fotos o videos.

### Cámara lenta
El video en cámara lenta se puede capturar en Google Cámara a 120 o, en dispositivos compatibles, a 240 cuadros por segundo.

### Panorámica
La fotografía panorámica también es posible con Google Cámara. Se admiten cuatro tipos de fotos panorámicas; Horizontal, Vertical, Gran angular y Ojo de pez. Una vez que se selecciona la función Panorama, se puede seleccionar uno de estos cuatro modos a la vez desde una fila de iconos en la parte superior de la pantalla.

### Foto esférica
Google Cámara le permite al usuario crear una 'Photo Sphere', una foto panorámica de 360 grados, agregada originalmente en Android 4.2 en 2012. Estas fotos se pueden incrustar en una página web con código HTML personalizado o cargar en varios Servicios de Google.

### Retrato
El modo de retrato (llamado Lens Blur antes del lanzamiento de la línea Pixel) ofrece una manera fácil para que los usuarios tomen 'selfies' o retratos con un efecto Bokeh, en el que el sujeto de la foto está enfocado y el fondo está ligeramente borroso. Este efecto se logra a través de la información de paralaje de los sensores de doble píxel cuando están disponibles (como Pixel 2 y Pixel 3) y la aplicación de aprendizaje automático para identificar qué debe mantenerse enfocado y qué debe desenfocarse. El modo retrato se introdujo en el Pixel 2.
Además, se puede activar una función de "retoque facial" que limpia las manchas y otras imperfecciones de la piel del sujeto.
El Pixel 4 presentaba un modo de retrato mejorado, el algoritmo de aprendizaje automático utiliza información de paralaje del teleobjetivo y los píxeles duales, y la diferencia entre la cámara de teleobjetivo y la cámara ancha para crear mapas de profundidad más precisos. Para la cámara frontal, utiliza la información de paralaje de la cámara frontal y las cámaras IR. El efecto de desenfoque se aplica en la etapa Raw antes de la etapa de mapeo de tonos para obtener un efecto bokeh similar a una SLR más realista.

### Patio de juegos
A fines de 2017, con el debut de Pixel 2 y Pixel 2 XL, Google presentó AR Stickers, una función que, utilizando la nueva plataforma ARCore de Google, permitía al usuario superponer objetos animados de realidad aumentada en sus fotos y videos. Con el lanzamiento del Pixel 3, AR Stickers se renombró como Playground.

### Google Lens
La cámara ofrece una funcionalidad impulsada por Google Lens, que permite que la cámara copie el texto que ve, identifique productos, libros y películas y busque similares, identifique animales y plantas, y escanee códigos de barras y códigos QR, entre otras cosas.

### Fotomatón
El modo Fotomatón permite al usuario automatizar la captura de selfies. La IA es capaz de detectar la sonrisa o las caras graciosas del usuario y tomar la foto en el mejor momento sin ninguna acción por parte del usuario, similar a Google Clips. Este modo también presenta un procesamiento de IA de dos niveles de la cara del sujeto que se puede habilitar o deshabilitar para suavizar su piel. La funcionalidad de fotos en movimiento también está disponible en este modo. El balance de blancos también se puede ajustar a preajustes definidos. En octubre de 2019, Photobooth se eliminó como modo independiente, convirtiéndose en una opción "Auto" en las opciones del obturador, luego se eliminó por completo.

### Visión nocturna
La visión nocturna se basa en un principio similar al apilamiento de exposición, utilizado en astrofotografía. La Visión Nocturna utiliza algoritmos HDR+ o Super Res Zoom modificados. Una vez que el usuario presiona el gatillo, se toman varias tomas de larga exposición, hasta 15x 1/15 de segundo de exposición o 6x de 1 segundo de exposición, para crear una exposición de hasta 6 segundos. La medición de movimiento y el procesamiento de la imagen basado en mosaicos permiten reducir, si no cancelar, el movimiento de la cámara, lo que da como resultado una toma nítida y correctamente expuesta. Google afirma que puede manejar hasta ~ 8% de desplazamiento cuadro a cuadro. Y cada cuadro se divide en alrededor de 12.000 mosaicos. También introdujo un algoritmo AWB basado en el aprendizaje para un balance de blancos más preciso en condiciones de poca luz.
La Vision Nocturna también funciona bien a la luz del día, mejorando el balance de blancos, los detalles y la nitidez. Al igual que HDR+ mejorado, la visión nocturna presenta un retardo de obturación positivo (PSL). La Visión Nocturna también admite un temporizador de retardo, así como un selector asistido para el enfoque que presenta tres opciones (lejos, cerca y enfoque automático). La Visión Nocturna se introdujo con Pixel 3, todos los teléfonos Pixel más antiguos se actualizaron con soporte.

### Astrofotografía
El modo de astrofotografía se activa automáticamente cuando el modo de vista nocturna está habilitado y el teléfono detecta que está en un soporte estable, como un trípode. En este modo, la cámara promedia hasta quince exposiciones de 16 segundos, para crear una exposición de 4 minutos para mejorar significativamente el ruido de disparo. Al dividir la toma en varias exposiciones más cortas, la cámara logra capturar la luz de una exposición larga sin tener que lidiar con los rastros de estrellas, que de otro modo requerirían mover el teléfono con mucha precisión durante la exposición para compensar la rotación de la tierra. El modo de astrofotografía también incluye algoritmos mejorados para eliminar los píxeles calientes y los píxeles cálidos causados por la red neuronal convolucional y la corriente oscura para detectar cielos para la reducción de ruido específica del cielo. El modo de astrofotografía se introdujo con Pixel 4 y se adaptó a Pixel 3 y Pixel 3a.

### Retrato de luz
El Retrato de Luz es una función de posprocesamiento que permite agregar una fuente de luz a los retratos. Simula la direccionalidad y la intensidad para complementar la iluminación de la fotografía original utilizando modelos de aprendizaje automático. El Retrato de Luz se introdujo con Pixel 5 y se adaptó a Pixel 4, Pixel 4a y Pixel 4a 5G. Cuando se usa el modo predeterminado o el modo Night Sight, se aplica automáticamente si hay una persona o personas. El retrato de luz o del inglés Portrait Light fue una colaboración entre los equipos de Google Research, Google Daydream, Google Pixel y Google Fotos.

## Puertos no oficiales
Muchos desarrolladores han lanzado puertos no oficiales que permiten su uso en teléfonos que no son de Google o implementan sus funciones premium en teléfonos Google más antiguos. Estas aplicaciones no oficiales a menudo solucionan la falta de ciertas funciones de hardware presentes en los dispositivos de nivel superior de Google y, a veces, incluso llegan a habilitar funciones que no están expuestas en la versión oficial de la aplicación. Existen numerosas versiones diferentes, dirigidas a diferentes teléfonos Android.
Aunque muchas de las funciones están disponibles en las versiones portadas, no es inusual que algunas funciones no estén disponibles o no funcionen correctamente en teléfonos sin soporte API adecuado o hardware incompatible. También se requiere Google Play Services o un reemplazo como MicroG para que la aplicación funcione.
En 2016, una versión modificada incorporó HDR+ con Zero Shutter Lag (ZSL) al Nexus 5X y al Nexus 6P. A mediados de 2017, se creó una versión modificada de Google Cámara para cualquier teléfono inteligente equipado con un procesador Snapdragon 820, 821 u 835. En 2018, los desarrolladores lanzaron versiones modificadas que permiten Night Sight en teléfonos que no son Pixel. En agosto de 2020, se introdujo una nueva forma de acceder a cámaras adicionales, eliminando la necesidad de usar la raíz en teléfonos que no exponen todas las cámaras para aplicaciones de terceros.